# Tekegaya (Kelbajar)
Tekegaya est un village de la région de Kelbajar en Azerbaïdjan.

## Histoire
Le village de Tekegaya est situé sur la rive de la rivière Tekegaya.
En 1993-2020, Tekegaya était sous le contrôle des forces armées arméniennes. Le 25 novembre 2020, sur la base d'un accord trilatéral entre l'Azerbaïdjan, l'Arménie et la Russie en date du 10 novembre 2020, la région de Kelbajar, y compris le village de Tekegaya, a été restituée sous le contrôle de l'Azerbaïdjan. 